# Colonia de Saybrook
La colonia de Saybrook fue establecida a finales de 1635 en la boca del Río de Connecticut por John Winthrop, el joven, hijo de John Winthrop, fundador de la Colonia de la Bahía de Massachusetts. Winthrop el Joven fue designado como gobernador por los colonos originales, incluyendo el Coronel George Fenwick y el Capitán Lion Gardiner. Ellos reclamaron la posesión del territorio a través de una escritura de propiedad de Robert Rich, 2.º Conde de Warwick. La colonia fue nombrada como Saybrook en honor al Vizconde Saye y al General Brooke, importantes parlamentarios y donadores de las tierras de la colonia.
Los primeros pobladores de la colonia eran personas que apoyaban fervientemente a Oliver Cromwell y a la democracia. En la década de 1930, se rumoreaba en la Provincia de Connecticut que la emigración de Cromwell de Inglaterra a Saybroke era inminente, así mismo se decía también que importantes patrocinadores puritanos de la colonia, incluyendo a John Pym, John Hampden, Arthur Haselrig, el Vizconde Saye y el General Brooke, se irían de la Antigua Inglaterra. Incluso en los años 1770,  los residentes de Old Saybrook  todavía hablaban sobre qué porciones de la ciudad se darían a los parlamentarios destacados.
Los preparativos para el asentamiento de la colonia incluían el envío de un barco con un cargamento inusual de herrajes para un portcullis y puentes levadizos, e incluso un ingeniero militar experimentado. El Fuerte de Saybrook iba a ser el más fuerte de Nueva Inglaterra. Sin embargo, pronto "encontraron al país [Inglaterra] lleno de informes de su partida" y estaban preocupados de que no se les permitiera vender sus propiedades y tomar el barco. En el año 1638, los planes para Saybrook fueron abandonados. Las dificultades financieras de Cromwell habían sido aclaradas por un legado y se mudó de Huntingdon a la ciudad cercana de Ely.  Debido a esto, los patrocinadores permanecieron en Inglaterra y desempeñaron sus respectivos papeles políticos y militares en la Guerra Civil inglesa y en sus repercusiones. Como consecuencia, alrededor de 1944, el Coronel Fenwick aceptó que la colonia fuera fusionada con la Provincia de Connecticut.
En 1647, el comandante John Mason asumió el comando del Fuerte de Saybrook, que controló la ruta principal del comercio y de suministro al valle del río superior. La fortaleza fue misteriosamente quemada hasta su suelo, sin embargo, otra fortaleza mejorada fue rápidamente construida cerca de la antigua. Él pasó los doce años próximos allí y sirvió como comisionado de las Colonias Unidas, su principal oficial militar, magistrado, y pacificador. Él era llamado a menudo con el fin de negociar de manera justa la compra de tierras indias, escribir un tratado o arbitrar alguna disputa india, muchas de las cuales fueron instigadas por su amigo Uncas.

## Otras lecturas
- Ward, Harry M. The United Colonies of New England, 1643-90 (Vantage Press, 1961).
- Andrews, Charles McLean. The Colonial Period of American History (Vol. II) - The Beginnings of Connecticut 1632-1662 (Tercentenary Commission Publication Vol. XXXII 1934).

- Datos: Q2228499